# Friesch Volkssanatorium
Het Friesch Volkssanatorium was een Nederlands tuberculose-sanatorium in het Friese Appelscha. In 1946 werd het hernoemd naar Beatrixoord en in 1962 verhuisde het naar het Groningse Haren. Het terrein in Appelscha kreeg een andere functie.

## Geschiedenis
Tussen 1910 en 1921 was het sanatorium gevestigd in de Herema State in Joure. Het gebouw was voor dat doel beschikbaar gesteld door het echtpaar Driessen-Vegelin van Claerbergen. Toen het echter begin jaren 1920 te klein bleek te zijn, werd in 1922 een nieuw sanatorium in Appelscha in gebruik genomen. Het bestuur kreeg daarvoor van de Staat een terrein van 70 hectare in erfpacht. Op dit beboste terrein kregen de patiënten een kuur van bedrust in de frisse lucht voorgeschreven, destijds de remedie voor tuberculose. Het sanatoriumgebouw was een ontwerp van de architect Melle Oenes Meek. Het was een semipermanent gebouw van hout op een betonnen fundering. Het sanatorium bestond uit een dienstgebouw met aan weerszijden een paviljoen, gescheiden voor mannen en vrouwen. In 1925 werd het sanatorium uitgebreid met een röntgenlaboratorium, dat door zijn toren met klok doet denken aan een kerkje. Tussen 1923 en 1944 groeide het aantal bedden van honderd tot 293.
In 1946 veranderde de naam in Beatrixoord en werden plannen gemaakt voor de bouw van een nieuw sanatorium in Appelscha. Mede dankzij een betere behandelmethode nam het aantal tuberculose-besmettingen af. Een langdurige kuur in de gezonde lucht was niet langer nodig. Begin jaren zestig werd er voor gekozen om een nieuw sanatorium te bouwen in het Groningse Haren, dichter bij het Universitair Medisch Centrum Groningen waar het mee samenwerkt. Het sanatorium in Appelscha werd gerestaureerd en werd een huis voor chronisch zieke ouderen. Van het oorspronkelijke sanatorium in Appelscha rest enkel nog het röntgenlaboratorium, een rijksmonument.